# Ferrihol·landita
La ferrihol·landita és un mineral de la classe dels òxids que pertany al grup de la coronadita. Va rebre el nom l'any 2014 per C. Biagioni, C. Capalbo, M. Lezzerini, M. Pasero per ser l'anàleg de ferro fèrric de l'hol·landita.

## Característiques
La ferrihol·landita és un òxid de fórmula química Ba(Mn4+₆Fe3+₂)O16. Es tracta d'una espècie aprovada com a espècie vàlida per l'Associació Mineralògica Internacional i redefinida el 2011. Cristal·litza en el sistema monoclínic.
L'any 2012, l'IMA va revisar la nomenclatura del supergrup de l'hol·landita, i l'espècie que fins llavors es coneixia com hol·landita va ser redefinida a l'actual ferrihol·landita, sent el terme extrem de Ba-Fe3+ del grup de la coronadita, definint l'actual hol·landita com a terme extrem de Ba-Mn3+ del mateix grup.

## Formació i jaciments
Va ser descoberta a l'Índia, concretament a la mina Kajlidongri, situada al districte de Jhabua, a Madhya Pradesh. També ha estat descrita a Castagnola, a la província de Lucca (Toscana, Itàlia), així com a diversos indrets d'Ultevis, al comtat de Norrbotten (Suècia).